# Ordre de Brothelyngham

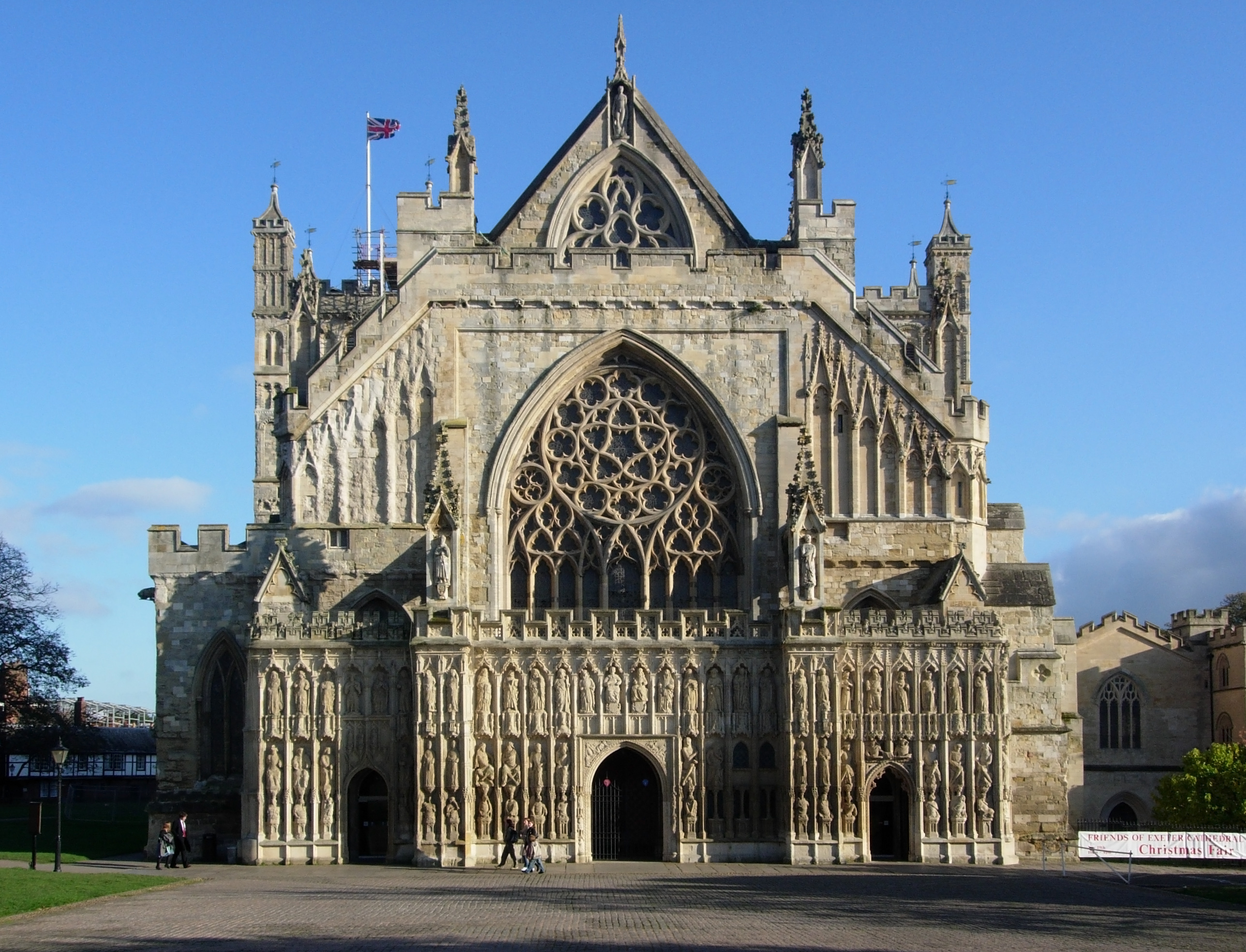
Cathédrale d'Exeter, siège épiscopal de John Grandisson en tant qu'évêque d'Exeter ; Grandisson a donné des instructions à ses responsables pour condamner l'Ordre de Brothelyngham dans la ville.

L'Ordre de Brothelyngham est un faux ordre religieux qui a été créée en l'an 1348. Il prétendait être un groupe de fervents disciples, mais en réalité, c'était une escroquerie. Les individus derrière cet ordre faisaient semblant d'avoir des pouvoirs spéciaux et des connexions divines, trompant ainsi les autres pour leur donner de l'argent et des ressources. Ils utilisaient des rituels et des cérémonies élaborées pour se donner une apparence légitime. Cependant, leur tromperie finit par les rattraper, et ils furent exposés comme des imposteurs.

## Contexte

### Nationalement

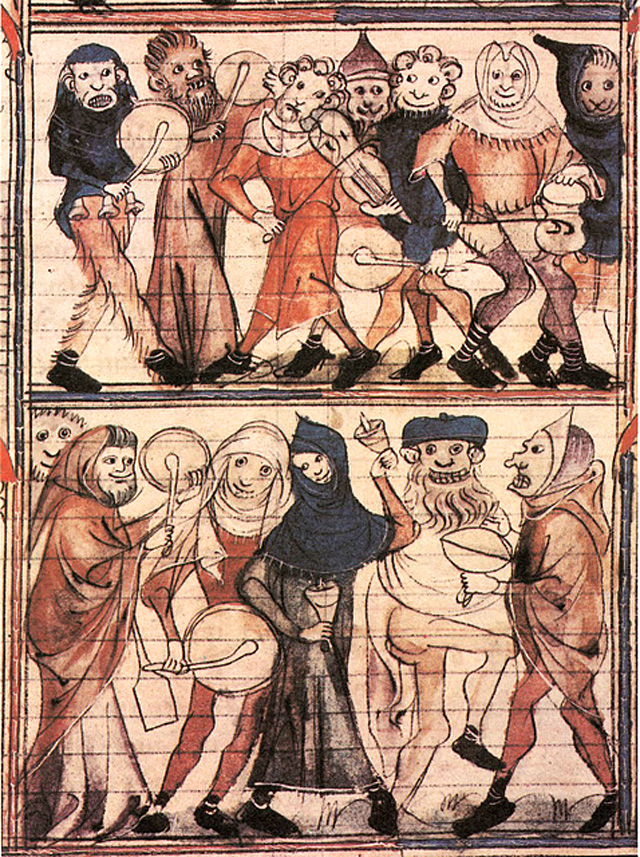
Image française de la Fête des Fous ayant eu lieu à un moment donné du XIVe siècle, provenant d'un manuscrit contemporain.

À l'échelle nationale, la Peste Noire était récemment arrivée en Angleterre, probablement par Weymouth, Dorset. En réponse, dans une lettre connue sous le nom de Terribilis, le roi Édouard III a donné l'instruction de dire des prières dans les églises du pays. Sa lettre est datée du 28 septembre 1348, et Grandisson a promulgué l'instruction royale par l'intermédiaire du doyen d'Exeter, en attachant ses propres réflexions sur ce qui était nécessaire. Selon la médiéviste Rosemary Horrox, qui a traduit et transcrit le matériel, il a appelé ses prêtres et vicaires, "les exhortant avec des avertissements salutaires à célébrer la messe avec dévotion". Il les a également "suppliés et ordonnés" de "prévoir des processions publiques solennelles dans ladite ville", et a demandé qu'il soit informé que cela avait été fait d'ici le 1ᵉʳ janvier 1349.

### Source d'origine
L'Ordre de Brothelyngham a été porté à l'attention des historiens en 1897, lorsque Francis Charles Hingeston-Randolph (un antiquaire du XIXe siècle et prébendaire de la cathédrale d'Exeter) a publié le deuxième volume de ses transcriptions des registres de Grandisson; cela faisait partie d'un projet en cours suggéré par son évêque pour qu'il édite les registres épiscopaux du diocèse. Les preuves concernant l'Ordre sont rares et, pire encore, clairement biaisées. Rien ne subsiste de ses créateurs ou membres, et notre seule source d'information provient d'une seule lettre de l'évêque - l'opposant déclaré de l'Ordre - à son personnel, classée dans les registres. La lettre s'appelait Litera pro Iniqua Fraternitate de Brothelyngham et a été promulguée le 11 juillet 1348. Non seulement la lettre de Grandisson est une source partisane, mais il ne consignerait que les événements qui, à ses yeux, enfreignaient le droit canonique, de sorte que toutes les activités de l'Ordre n'ont peut-être pas été enregistrées. Richard Pearse Chope a traduit la transcription complète de la lettre de l'évêque par Hingeston-Randolph et l'a publiée dans Devon & Cornwall Notes and Queries en 1921, car, selon lui, "plusieurs points n'ont pas encore reçu d'explication adéquate", souvent en raison de différences de traduction ou d'interprétation. Plus récemment, des portions des registres de Grandisson - y compris sa lettre de plainte de 1348 - ont été éditées par John M. Wasson dans le cadre de l'histoire culturelle de Devon des Records of Early English Drama (REED) ; le savant David Grantley, dans une critique, a décrit les "extraits étendus" de l'évêque comme étant d'une "énorme importance". Abigail Young a fourni la traduction des sources latines de Wasson.